# Dasybasis andicola
Dasybasis andicola är en tvåvingeart som först beskrevs av Philippi 1865.  Dasybasis andicola ingår i släktet Dasybasis och familjen bromsar. Inga underarter finns listade i Catalogue of Life.